# Škoda-Kauba SK P14
L'Škoda-Kauba SK P14 era un projecte de caça urgent alimentat per estatoreactor per a la Luftwaffe. Va ser dissenyat per les indústries Škoda-Kauba cap al final de la Segona Guerra Mundial com a part de l'esforç de defensa del Tercer Reich contra les devastadores incursions de bombardeigs aliats.

## Disseny i desenvolupament
L'enginyer Eugen Sänger va treballar en aquest projecte de caça estatoreactor després que la seva proposta de Silbervogel per a un planador suborbital per al Ministeri de l'Aire del Reich fos rebutjada. El caça va ser un projecte aprovat en consonància amb els dissenys del 1944 de l'Alt Comandament de la Luftwaffe per a interceptors bàsics.
Les indústries d'avions Škoda-Kauba, situades en un suburbi de Praga ocupada pels nazis, va dissenyar l'SK P14 com un monoplà d'un sol seient propulsat per un motor estatoreactor Sänger. Com que l'estatoreactor tenia un diàmetre d'1,5 m i una longitud de 9,5 m, el motor massiu i el seu conducte d'entrada d'aire tubular formaven la major part de l'estructura del fuselatge. La cabina tenia el pilot que volava l'avió ajagut sobre el ventre. El seu tren d'aterratge era un patí retràctil. Per tal d'aconseguir que l'estatoreactor funcionés a una velocitat on funcionés, l'enlairament va ser mitjançant coets de reforç instal·lats en una plataforma desmuntable de tres rodes. Només s'havien construït parts de l'avió quan es va acabar el projecte.

## Variants
El projecte Škoda-Kauba SK P14 tenia dues variants diferents. Ambdós estarien alimentats per un sol estatoreactor Sänger que permetria a l'avió una velocitat propera als 1000 km/h.

### SK P14.01
L'interceptor alimentat per estatoreactor amb una envergadura de 7,60 m i una longitud de 9,85 m. El seu armament era un canó MK 108 situat per sobre de la cabina.

### SK P14.02
Un projecte d'interceptor similar al Sk P.14.01 però amb un fuselatge i unes ales escurçades posades en una posició més avançada.